# Louise von Belgien

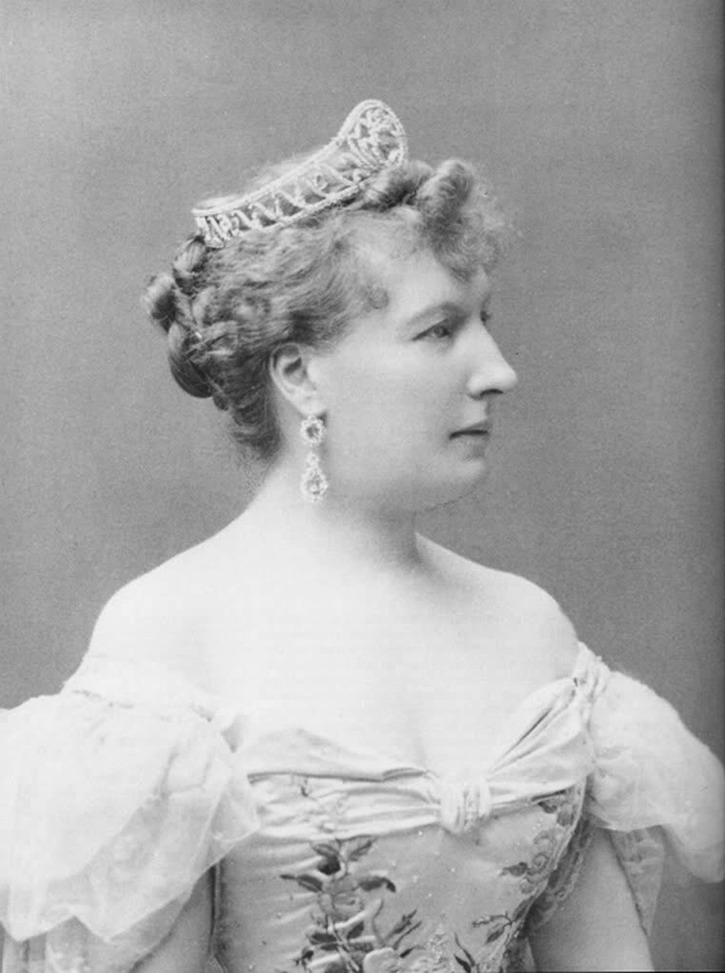
Louise von Belgien (1894)

Louise Marie Amélie Prinzessin von Sachsen-Coburg und Gotha, Prinzessin von Belgien (* 18. Februar 1858 in Laeken; † 1. März 1924 in Wiesbaden) war eine deutsch-belgische Prinzessin, die durch einen Eheskandal Aufsehen erregte.

## Leben

### Jugend und Ehe mit Philipp von Sachsen-Coburg
Prinzessin Louise wurde als erste Tochter von König Leopold II. von Belgien und seiner Frau Marie Henriette, einer Erzherzogin von Österreich, geboren. Sie war das älteste von vier Kindern, ihr einziger Bruder und Thronerbe Leopold erkrankte und starb mit 10 Jahren an einer Lungenentzündung, nachdem er in einen Teich gefallen war. Louise und ihre Schwester Stephanie litten viel unter dem harten Drill am belgischen Hof, von dem nur das Nesthäkchen Clementine verschont wurde.

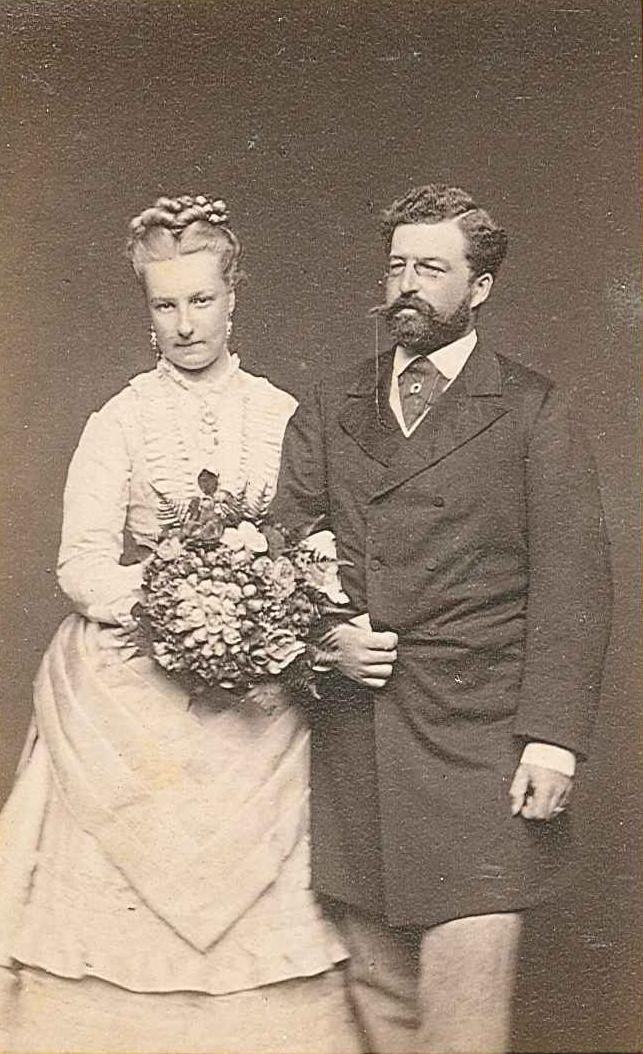
Prinz Philipp von Sachsen-Coburg und Gotha und seine Gemahlin Prinzessin Louise (1875)

Am 4. Februar 1875 wurde Prinzessin Louise in Brüssel mit Prinz Philipp von Sachsen-Coburg und Gotha verheiratet. Als dieser um ihre Hand anhielt, erschien ihr dies zunächst als Glücksfall, da er ein keineswegs unangenehmer Mann war und versprach, sie auf Händen zu tragen. In der Hochzeitsnacht in Laeken wurde das völlig unaufgeklärte Mädchen von ihrem Ehemann so misshandelt, dass sie am folgenden Morgen völlig verstört aus den Gemächern in ein Gewächshaus in Laeken floh, wo sie von einem Gärtner gefunden wurde. Nur infolge eindringlichen Zuredens ihrer herbeigeholten Mutter war Louise bereit, zu ihrem Ehemann zurückzukehren, wobei sich das Verhältnis zwischen dem jungen Paar in den späteren Ehemonaten verbesserte. Damit begann sich um Prinzessin Louise eine Tragödie zu entwickeln, die ab 1897 für viel Aufsehen in europäischen Adelskreisen sorgte.
Prinzessin Louise war seit 1875 eine enge Freundin und Vertraute ihres Schwagers Kronprinz Rudolf von Österreich. In ihren 1926 in Deutschland erschienenen, offen über die ehemaligen Herrscher Europas berichtenden Memoiren Throne die ich stürzen sah, beschreibt sie den Kronprinzen wie folgt:

„Er war mehr als schön; er war verführerisch. Mittelgroß und sehr gut proportioniert, war er, trotzdem er sehr zart schien, sehr kräftig. Deutlich zeigte sich seine Reinrassigkeit, und man dachte bei ihm unwillkürlich an ein Vollblutpferd; denn von ihm hatte er auch das Wesentliche … wie dies hatte er leichten Sinn und Launen. Auf seinem matten Teint spiegelte sich Sentimentalität; sein Auge, dessen braune, glänzende Iris im Moment der Erregung zu schillern begann, schien mit dem Ausdruck auch seine Form zu verändern. Er war sensibel und wechselte seine Stimmung, war in einem Moment liebenswürdig, im nächsten zornig, und war imstande, im dritten Augenblick wieder der entzückendste Mensch zu sein.“

Der mit Prinz Philipp und Prinzessin Louise im Wiener Palais Coburg – heute ein Luxushotel – aufgewachsene jüngste Bruder des Prinzen, Prinz Ferdinand von Sachsen-Coburg und Gotha, ab 1887 Fürst von Bulgarien, umwarb angeblich – nach den Worten der Prinzessin – unverhohlen die Frau seines Bruders, mit der ihn seit Jahren eine Freundschaft verband.
Prinzessin Louise schreibt hierüber in ihren Memoiren. Sie bezieht sich auf einen Besuch in Sofia:

„Bei diesem Souper, das ich vor mir sehe, als ob es heute wäre, raunte er mir, ohne von meinem Mann Notiz zu nehmen, der uns gegenüber allein dasaß, da die abwesende Fürstin wegen einer Krankheit ferngeblieben war, die Worte zu:
Alles das, was du hier siehst, Menschen und Dinge, einschließlich meinem Königreich und mir, lege ich Dir zu Füßen … Ich war äußerst verwirrt; er wurde dringender und beharrte brutal:
Es ist das letzte Mal, dass ich Dir zu Füßen lege, was ich Dir bereits früher angeboten habe; verstehst Du mich?“

Von Seiten Fürst Ferdinands, der zu dem Zeitpunkt erst kurz und glücklich verheiratet war, dürfte das eine Inszenierung gewesen sein, die seinem ausgefallenen Humor und seiner Neigung zur Schauspielerei entsprang, um seine Schwägerin zu foppen, da ihm deren Affären bekannt gewesen sein dürften.
Der durch zahlreiche Skandale aufgefallene jüngste Bruder des Kaisers, Erzherzog Ludwig Viktor, warb ebenfalls um die Prinzessin, die nach Juliana von Stockhausen seinerzeit „die mondänste Frau des Wiener Hofes“ war.
In den Memoiren Prinzessin Louises heißt es:

„Während vieler Jahre hat mich Erzherzog Ludwig Viktor mit Aufmerksamkeiten aller Art überhäuft; es wußte ganz Wien davon, der Kaiser ebenso wie die anderen … ja er war wohl noch besser informiert als nur irgend jemand, da diese Geschichten zu seinem täglichen Brot gehörten, und es für ihn eine Staatsaffaire war, zu erfahren, ob der Erzherzog sein Ziel erreichte oder nicht.“

### Affäre mit Geza von Mattachich
Nachdem Prinzessin Louise bereits seit 1883 bis zu dessen Tod im Jahr 1888 eine Liebesbeziehung zu Baron Daniel d’Ablaing van Giessenburg – Adjutant ihres Mannes – unterhalten hatte, unterhielt sie eine weitere Beziehung mit dessen Nachfolger, Baron Nikolaus Döry de Jobahaza, bis sie 1895 im Wiener Stadtpark dem kroatischen Ulanenoberleutnant Graf (sic) Geza von Mattachich-Keglevich begegnete und sich beide ineinander verliebten.

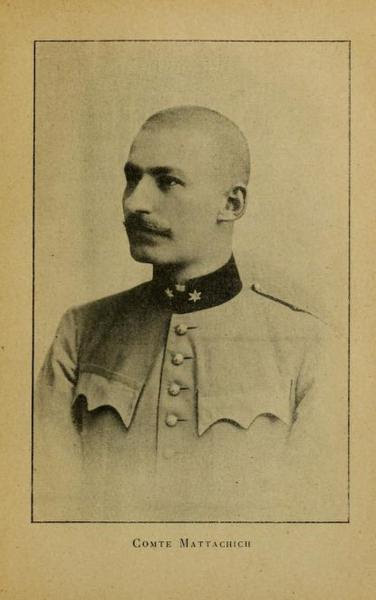
Geza von Mattachich (* 1867, † 1923)

Angeblich soll Erzherzog Ludwig Viktor seinem Bruder über Prinzessin Louises Affäre mit Mattachich berichtet haben; dies ist aber zumindest ungewiss, angesichts der umfassenden Geheimdienstberichte, die der Kaiser täglich erhielt. Kaiser Franz Joseph verbannte sie daraufhin vom Hof. Da Prinz Philipp nicht für sie eintrat, verließ ihn Prinzessin Louise im Frühjahr 1897 und lebte ihre Beziehung mit Mattachich offen in ganz Europa. Die Prinzessin machte enorme Schulden – nach Schätzungen 12 Millionen Franc. Sie ging davon aus, dass sie eines Tages das enorme Vermögen ihres Vaters – Eigentümer des Kongo-Freistaates – erben würde. Da König Leopold II. einer der reichsten Monarchen der Welt war, wurden „großzügig“ Kredite gewährt.
Im Februar 1898 musste sich Prinz Philipp auf Anordnung des Kaisers mit Mattachich duellieren. Hierbei wurde der Prinz kampfunfähig geschlagen (Durchtrennung der Sehne der rechten Hand). Die Wiener Zeitungen berichteten über das Duell und die Genesung des Prinzen.

### Entmündigung und Gefangenschaft

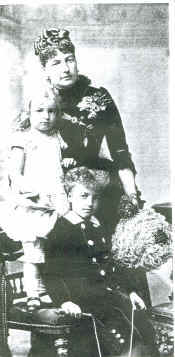
Louise mit ihren Kindern Dorothea und Leopold (um 1886)

Im Mai 1898 wurde Prinzessin Louise dann auf Anordnung Kaiser Franz Josephs, nachdem sie in Kroatien verhaftet worden war, in die Privatanstalt von Professor Heinrich Obersteiner in Oberdöbling/Wien eingeliefert. Prof. Obersteiner diagnostizierte bei Prinzessin Louise eine „intellektuelle und moralische Minderwertigkeit“.
1899 wurde sie durch ein Fakultätsgutachten von Prof. Richard von Krafft-Ebing, Inhaber des Lehrstuhles für Geisteskrankheiten an der Universität Wien, für schwachsinnig erklärt und durch das Obersthofmarschallamt 8 (Behörde für dem allgemeinen Recht nach dem Habsburger Hausgesetz von 1839 entrückte Personen) am 3. Juni 1899 unter Kuratel gestellt und sollte für immer in einer Irrenanstalt geschlossen untergebracht werden. Als Kurator setzte man den Vorsitzenden der Rechtsanwaltskammer Wien, Karl Ritter von Feistmantel, ein. Das Obersthofmarschallamt hatte sich als nicht zuständig für die Schuldenangelegenheit von Prinzessin Louise gesehen, wohl aber für die Frage ihrer Entmündigung. Da man die Prinzessin in Österreich und Belgien nicht wollte, wurde sie in der Dr. Reginald Pierson gehörenden und von ihm geleiteten Anstalt „Lindenhof“ in Coswig – heute Fachkrankenhaus Coswig – bei Dresden geschlossen untergebracht.
Prinzessin Louise soll die Unterschrift ihrer Schwester, der Kronprinzessin Stephanie, auf mehreren Wechseln gefälscht haben.
Der ebenfalls in Kroatien verhaftete Geza von Mattachich wurde 1898 von einem Militärgericht wegen dieser ungeklärten angeblichen Wechselfälschungen in Abwesenheit zu „sechs Jahren schweren Kerkers“ verurteilt. Er verlor seinen Adelstitel. Seine Strafe musste er in der Militärstrafanstalt Möllersdorf bei Baden bei Wien absitzen. Durch den intensiven Einsatz der Sozialdemokraten im österreichischen Reichsrat – allen voran der polnische Abgeordnete Ignacy Daszińsky – wurde Mattachich 1902 aus der Haft entlassen. 1904 veröffentlichte er seine in mehrere Sprachen übersetzten Memoiren. Dies führte zu weltweiten Pressereaktionen gegen das österreichische Kaiserhaus.
1904 folgte eine zweite Begutachtung des Geisteszustandes von Prinzessin Louise – diesmal durch eine internationale Psychiaterkommission mit Prof. Friedrich Jolly, Lehrstuhlinhaber für Geisteskrankheiten an der Universität Berlin und Direktor der psychiatrischen Klinik der Charité; Prof. Julius Wagner-Jauregg, Lehrstuhlinhaber für Psychiatrie an der Universität Wien und Vorstand der I., ab 1902 auch der II. Wiener Psychiatrischen Klinik, 1927 Nobelpreisträger; Medizinalrat Dr. Guido Weber, Direktor Landesirrenanstalt Sonnenstein-Pirna, damals führender Forensiker Deutschlands; Dr. Leopold Mélis, Oberstabsarzt aus Brüssel.
Im abschließenden Gutachten der vor Beginn der Untersuchung der Prinzessin vor dem Amtsgericht Meißen vereidigten Psychiater vom 11. März 1904 heißt es:

„Die Art, wie sie sich uns gegenüber über Mattachich aussprach, könnte zwar den Glauben erwecken, daß sie durchaus keine lebhafte Sehnsucht hegt, mit demselben zusammenzutreffen. Auch ergibt sich aus dem Berichte des Dr. Pierson, daß sie sich eher erleichtert fühlte, als ihr nach dem Annäherungsversuche des Mattachichs zunächst das Verlassen der Anstalt untersagt wurde. Wir glauben aber, daß sie so willensschwach ist, daß sie, wenn sie wieder hinauskäme, sich von Mattachich sofort wieder umgarnen lassen würde und zu neuen compromittierenden Schritten veranlasst werden würde. … Wir kommen auf Grund des uns vorgelegten Aktenmaterials sowie persönlicher Wahrnehmung zu folgenden Schlüssen:
1. Der bei Ihrer kgl. Hoheit der Frau Prinzessin Louise von Sachsen-Coburg und Gotha konstatierte Zustand von krankhafter Geistesschwäche besteht unverändert fort und macht die hohe Patientin nach wie vor unfähig, ihre Angelegenheiten zu besorgen.
2. Der dauerhafte Aufenthalt der Prinzessin in der geschlossenen Anstalt ist in Rücksicht auf diesen Krankheitszustand und im Interesse der hohen Patientin unbedingt notwendig.
3. Wir haben uns überzeugt, dass in der Anstalt des Herrn Sanitätsrates Dr. Pierson alle diejenigen Bedingungen gegeben sind, welche eine möglichst zweckmäßige und schonende Behandlung der Prinzessin gewährleisten.

Prof. Jolly – Julius Wagner-Jauregg – San. Rat Weber – Dr. Leop Mélis“

### Flucht und Alter

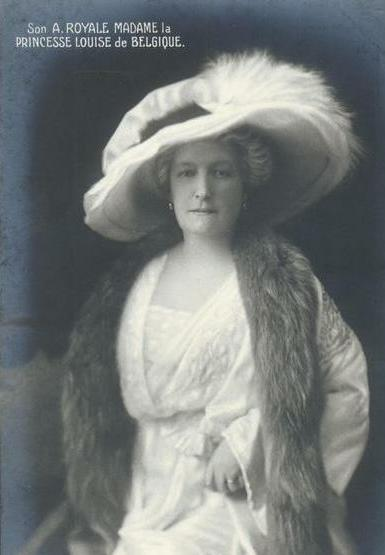
Louise von Belgien (um 1900)

Im Herbst 1904 wurde Prinzessin Louise von Mattachich und zwei Fluchthelfern – der damaligen Geliebten Mattachichs, Maria Stöger, und dem mit Mattachich befreundeten Wiener Gastwirt Josef Weitzer – aus dem Hotel „Wettiner Hof“ in Bad Elster befreit, wo sich die Prinzessin aufgrund des öffentlichen Drucks unter Bewachung zur Kur aufhalten durfte. Mattachich musste sich dabei im Hintergrund halten, da er ständig überwacht wurde. Sofort setzte eine polizeiliche Fahndung ein, da die Prinzessin unter Kuratel stand. Laut einer Zeitungsmeldung waren sämtliche Straßen des Saarlandes mit Polizeisperren versehen. Es gelang die Flucht nach Frankreich. Dort erreichte man ein Gegengutachten (23. Mai 1905) der französischen Psychiater Valentin Magnan und Paul Dubuisson. Das Obersthofmarschallamt in Wien hob daraufhin die Kuratel am 26. Juni 1905 auf.
Der Publizist und Schriftsteller Karl Kraus hatte 1904 seinen Aufsatz Irrenhaus Österreich, in dem er den Fall Louise von Coburg behandelt, in der Fackel veröffentlicht:

„Ich halte diese Frau, deren gerechte Sache mir auch die Sympathie von Sensationsreportern nicht verekeln kann, nicht nur für vollsinnig, sondern nach den Interviews, die sie den Korrespondenten in die Feder diktiert hat und deren Pointierung ich einem Frischauer gewiß nicht zutraue, für einen Geist von seltener Frische und Festigkeit. Diese Mimikerin sechsjährigen Schwachsinns, die heute jedem Argument ihrer schändlichen Peiniger gewachsen ist, würde dank einer in Leiden erworbenen Routine ein viel glaubhafteres Gutachten über den Geisteszustand der Herren Wagner, Jolly, Mellis und Weber liefern, als es umgekehrt der Fall war“

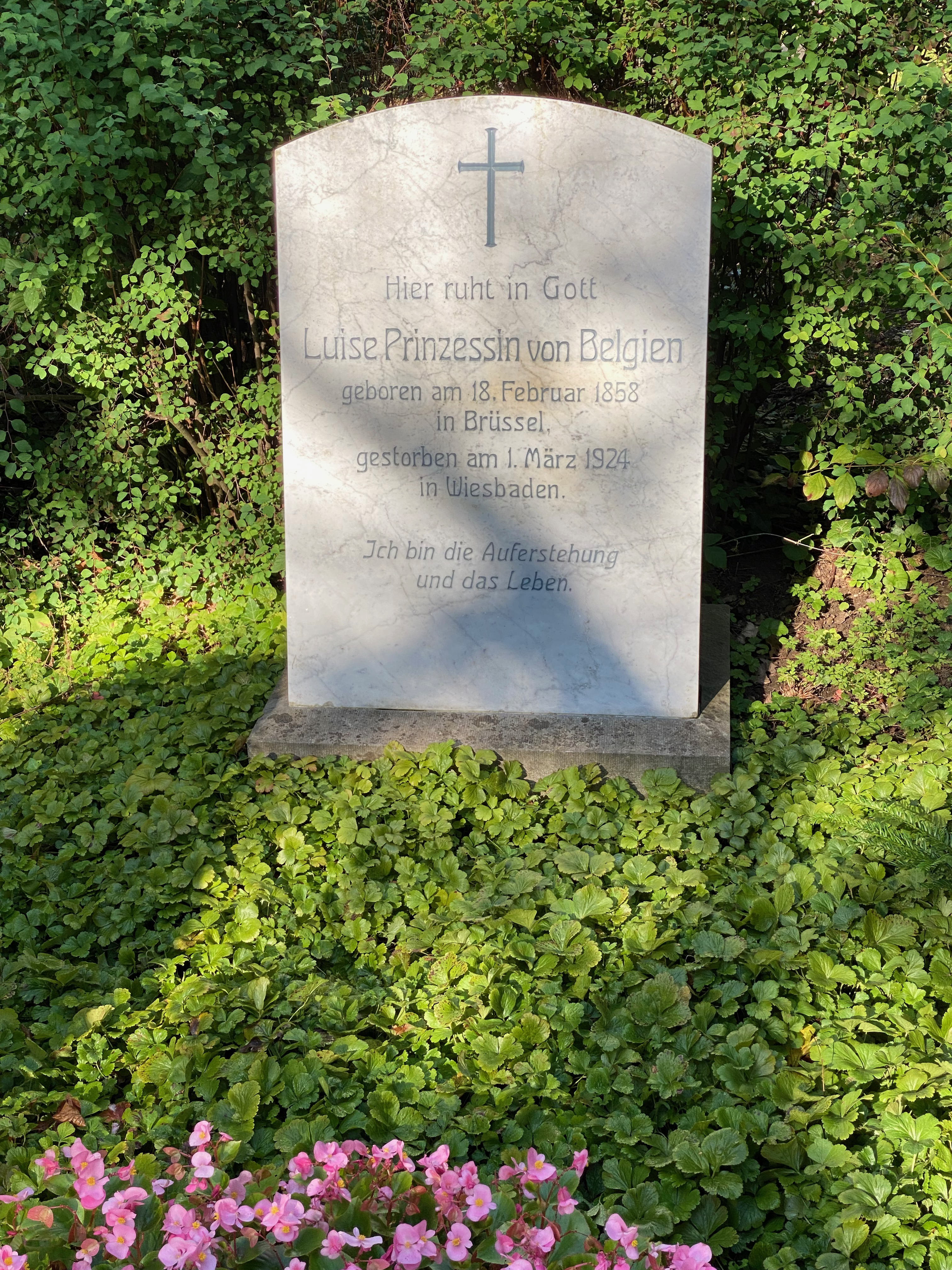
Grabmal auf dem Südfriedhof

1906 wurde die Ehe von Prinzessin Louise und Prinz Philipp von Sachsen-Coburg und Gotha geschieden. Ihre Eltern hatten Prinzessin Louise verstoßen, ihr Vater verbot ihr sogar, jemals wieder nach Belgien zu reisen. Nach dem Tod ihres Vaters klagte Prinzessin Louise vergeblich gegen die Niederfüllbacher Stiftung auf Herausgabe des Kongo-Vermögens, das 1911 von der Stiftung an den belgischen Staat zurücküberwiesen wurde. Sie und ihre Schwestern hatten 7 Millionen Franc geerbt und wurden zusammen vom belgischen Staat mit 12 Millionen Franc abgefunden. 1913, bei einem Schuldenstand von mehr als 17 Millionen Francs, domizilierte die Prinzessin im Hotel Esplanade in Baden bei Wien, wo Gläubiger gegen sie beim lokalen Bezirksgericht die Verhängung der Verschwendungskuratel anstrebten.
Im Ersten Weltkrieg wurde Mattachich verhaftet und kam in ein Internierungslager in der Nähe von Budapest. Prinzessin Louise wurde aus Österreich ausgewiesen und floh über Dresden und Schlesien schließlich nach Ungarn. Dort wurde sie 1919 von den ungarischen Bolschewiken wegen angeblicher Spionage zum Tode verurteilt und unmittelbar vor der Hinrichtung – nachdem sie sechs Tage lang in ihrer Zelle die Erschießungen im Innenhof des Gefängnisses anhören musste – von Béla Kun begnadigt. Sie begegnete Mattachich in Wien wieder und wohnte dort im Parkhotel Schönbrunn, bis sie hinausgeworfen wurde, da sich erneut große Schulden angehäuft hatten. Nun gingen beide nach Paris, wo Mattachich 1923 starb. Prinzessin Louise selbst reiste nun wieder mit einigen Getreuen in Deutschland umher, wo sie überall, wo sie auftauchte, Schulden machte, bis sie 1924 völlig verarmt auf der Durchreise im Hotel „Nassauer Hof“ in Wiesbaden starb. Ihre letzte Ruhestätte fand sie auf dem dortigen Südfriedhof (50° 3′ 33,9″ N, 8° 16′ 19,85″ O).

## Nachkommen
- Prinz Leopold Clemens Philipp August Maria von Sachsen-Coburg und Gotha (1878–1916)
- Prinzessin Dorothea Maria Henriette Auguste Louise von Sachsen-Coburg und Gotha (1881–1967)

⚭ 1898 Herzog Ernst Günther von Schleswig-Holstein (1863–1921)

## Memoiren
- Throne, die ich stürzen sah. Almathea, Wien, 1926 (²1927)
  - My own affairs by the Princess Louise of Belgium. Cassel, London 1921
  - amerikanische Ausgabe: hrsg. v. George H. Doran, New York 1921
  - Autour des trônes que j’ai vu tomber Albin Michel, Paris 1921
- Geza Mattachich: Folle par raison d’état: la Princesse Louise de Belgique; mémoires inédits/Géza Mattachich. Paris 1904, Brüssel 1998
- Geza Mattachich: Az utóbbi évekből. Emlékiratok, Kultur-Verlag, Leipzig 1904
- Geza Mattachich: Aus den letzten Jahren Memoiren von Geza Mattachich. Kultur-Verlag, Leipzig 1904

### Spielfilme und ein Schauspiel
- Die Vorlage für den Spielfilm Louise von Coburg von Rolf Raffé (1927) war das 1924 erschienene Buch Louise von Coburg. Um Krone und Stand von Adolf Sommerfeld. Der Film wurde verboten. Eine Nitrokopie befindet sich im Bundesfilmarchiv. 2003 wurde er restauriert und ist wieder zugänglich.
- Ein zweiter Louise-Film, Her Royal Highness, B.B.C., wurde am 3. August 1952 in England ausgestrahlt – mit Ann Todd als Prinzessin Louise und Harry Andrews als Graf Mattachich. Der Film wurde vor einigen Jahren während einer Reorganisation der BBC-Archiv-Bestände, vernichtet.
- Das Bühnenspiel Louise von Coburg von Felix Salten wurde im Januar 1933 im Wiener Volkstheater (ur)aufgeführt. Vorlage zu diesem Theaterstück war jenes Interview, das Louise 1905 an Je sais tout gegeben hat.